# Pro D2 2021-22
El campeonato de rugby a XV de Francia de segunda división de 2021-2022, más conocido como Pro D2 2021-2022 fue la 22.ª edición del campeonato francés de segunda categoría de rugby union. En este campeonato se enfrentaron dieciséis equipos de Francia. Los equipos compitieron por el ascenso al Top 14, intentado evitar el descenso a Nationale 1.

## Modo de disputa
El torneo se disputó en formato de todos contra todos en condición de local y de visitante en su fase regular.
Posteriormente se disputó la fase final en la que los primeros seis equipos clasificaran a ella, los ubicados entre el 3° y 6° puesto comenzaran en los cuartos de final, mientras que el 1° y 2° puesto clasificaran a las semifinales.
Los últimos dos equipos al finalizar el torneo descendieron directamente a la tercera división.

## Equipos participantes
| Equipo           | Ciudad          | Estadio                        | Capacidad |
| ---------------- | --------------- | ------------------------------ | --------- |
| Grenoble         | Grenoble        | Stade des Alpes                | 20 068    |
| Oyonnax          | Oyonnax         | Stade Charles-Mathon           | 11 150    |
| Aviron Bayonnais | Bayona          | Stade Jean-Dauger              | 14 042    |
| Colomiers        | Colomiers       | Stade Michel Bendichou         | 6 950     |
| Provence         | Aix-en-Provence | Stade Maurice David            | 8 727     |
| Bressane         | Bourg-en-Bresse | Stade Marcel-Verchère          | 11 500    |
| Montauban        | Montauban       | Stade Sapiac                   | 9 200     |
| Béziers          | Béziers         | Stade Raoul-Barrière           | 18 755    |
| Carcassonne      | Carcasona       | Stade Albert Domec             | 10 000    |
| RC Narbonne      | Narbona         | Parc des Sports et de l'Amitié | 12 000    |
| Nevers           | Nevers          | Stade du Pré Fleuri            | 7 356     |
| Rouen            | Rouen           | Stade Robert Diochon           | 8 372     |
| Stade Montois    | Mont-de-Marsan  | Stade Guy Boniface             | 12 212    |
| Agen             | Agen            | Stade Armandie                 | 14 100    |
| Aurillac         | Aurillac        | Stade Jean Alric               | 7 946     |
| Vannes           | Vannes          | Stade de la Rabine             | 11 865    |

## Clasificación
| Pos. | Equipo        | Encuentros | Encuentros | Encuentros | Encuentros | Tantos | Tantos | Tantos | PB | PB | Puntos |
| Pos. | Equipo        | PJ         | PG         | PE         | PP         | F      | C      | Dif    | BO | BD | Puntos |
| ---- | ------------- | ---------- | ---------- | ---------- | ---------- | ------ | ------ | ------ | -- | -- | ------ |
| 1.º  | Stade Montois | 30         | 23         | 0          | 7          | 860    | 525    | +335   | 12 | 2  | 106    |
| 2.º  | Bayonne       | 30         | 20         | 2          | 8          | 890    | 607    | +283   | 12 | 4  | 100    |
| 3.º  | Oyonnax       | 30         | 20         | 1          | 9          | 910    | 534    | +376   | 10 | 4  | 96     |
| 4.º  | Nevers        | 30         | 16         | 2          | 12         | 759    | 611    | +148   | 9  | 5  | 82     |
| 5.º  | Carcassonne   | 30         | 17         | 1          | 12         | 694    | 621    | +73    | 4  | 6  | 80     |
| 6.º  | Colomiers     | 30         | 18         | 0          | 12         | 639    | 595    | +44    | 2  | 4  | 78     |
| 7.º  | Provence      | 30         | 17         | 1          | 12         | 671    | 684    | -13    | 1  | 5  | 76     |
| 8.º  | Montauban     | 30         | 14         | 2          | 14         | 671    | 758    | -87    | 3  | 5  | 68     |
| 9.º  | Béziers       | 30         | 13         | 1          | 16         | 619    | 634    | -15    | 2  | 8  | 64     |
| 10.º | Aurillac      | 30         | 14         | 0          | 16         | 550    | 720    | -170   | 1  | 5  | 62     |
| 11.º | Vannes        | 30         | 12         | 2          | 16         | 655    | 623    | +32    | 4  | 5  | 61     |
| 12.º | Grenoble      | 30         | 11         | 3          | 16         | 619    | 653    | -34    | 3  | 7  | 60     |
| 13.º | Agen          | 30         | 10         | 1          | 19         | 604    | 725    | -121   | 1  | 13 | 56     |
| 14.º | Rouen         | 30         | 10         | 1          | 19         | 606    | 823    | -217   | 1  | 6  | 49     |
| 15.º | Bressane      | 30         | 9          | 3          | 18         | 607    | 844    | -237   | 1  | 3  | 46     |
| 16.º | Narbonne      | 30         | 5          | 2          | 23         | 544    | 941    | -397   | 0  | 8  | 32     |

Nota: Se otorgan 4 puntos al equipo que gane un partido, 2 al que empate y 0 al que pierda
Puntos Bonus: 1 punto por convertir 4 tries o más en un partido y 1 al equipo que pierda por no más de 7 tantos de diferencia
|  | Clasificados directamente a semifinales por el ascenso al Top 14 2022-23. |
|  | Clasificados para la reclasificación por el ascenso al Top 14 2022-23.    |
|  | Descenso a Nationale 1                                                    |

## Fase Final

### Cuartos de final
| 19 de mayo de 2022 | Nevers | 24 - 12 | Carcassonne |  |  |

| 20 de mayo de 2022 | Oyonnax | 19 - 15 | Colomiers |  |  |

### Semifinal
| 29 de mayo de 2022 | Stade Montois | 26 - 15 | Nevers |  |  |

| 29 de mayo de 2022 | Aviron Bayonnais | 32 - 20 | Oyonnax |  |  |

### Final
| 5 de junio de 2022 | Stade Montois | 20 - 49 | Aviron Bayonnais |  |  |

| Bandera de Francia |
| Campeón Bayonne    |
| Segundo título     |